# باربرا جونز (دبلوماسية)
باربرا جونز (بالإنجليزية: Barbara Jones) هي دبلوماسية أيرلندية، منذ عام 2019، تشغل منصب سفيرة الجمهورية الأيرلندية في المكسيك، وهي أيضًا سفيرة معيّنة الاسم لدى كوبا، والسلفادور، وكوستاريكا، ونيكاراغوا، وفنزويلا، وكولومبيا، وبيرو.